# Cryptocephalus
Genre
Cryptocephalus est un genre d'insectes de l'ordre des coléoptères et de la famille des Chrysomelidae.

## Classification
Il n'y a pas unanimité, en 2022, sur le descripteur initial : Néanmoins Paleobiology Database et Fossilworks, GBIF, ITIS, et BioLib, donnent Cryptocephalus Geoffroy, 1762.

### Descripteur initial: non unanimité
Fauna Europaea donne Cryptocephalus Müller, 1764.
Australian Fauna Directory donne Genus Cryptocephalus Chapuis, 1875.

## Espèces
- Cryptocephalus abdominalis
- Cryptocephalus acupunctatus
- Cryptocephalus albicans Haldeman, 1849
- Cryptocephalus albolineatus
- Cryptocephalus alnicola
- Cryptocephalus alternans Suffrian, 1852
- Cryptocephalus amasiensis
- Cryptocephalus amatus Haldeman, 1849
- Cryptocephalus androgyne
- Cryptocephalus angorensis
- Cryptocephalus anticus
- Cryptocephalus apicalis
- Cryptocephalus aquitanus
- Cryptocephalus araxidis
- Cryptocephalus areolatus Suffrian, 1852
- Cryptocephalus arizonensis Schaeffer, 1904
- Cryptocephalus astracanicus
- Cryptocephalus astralosus White, 1968
- Cryptocephalus asturiensis
- Cryptocephalus atrifrons
- Cryptocephalus atriplicis
- Cryptocephalus atrofasciatus Jacoby, 1880
- Cryptocephalus augustalisi
- Cryptocephalus aulicus Haldeman, 1849
- Cryptocephalus aureolus
- Cryptocephalus ayvazi
- Cryptocephalus azurescens
- Cryptocephalus baborensis
- Cryptocephalus badius Suffrian, 1852
- Cryptocephalus baeticus
- Cryptocephalus bahilloi José Ignacio López Colón,, 2003
- Cryptocephalus bailundensis Weise
- Cryptocephalus bameuli
- Cryptocephalus barii
- Cryptocephalus basalis Suffrian, 1852
- Cryptocephalus bicolor
- Cryptocephalus bidorsalis
- Cryptocephalus biguttatus
- Cryptocephalus biledjekensis
- Cryptocephalus bilineatus
- Cryptocephalus bimaculatus
- Cryptocephalus binominis Newman, 1841
- Cryptocephalus binotatus White, 1968
- Cryptocephalus biondii
- Cryptocephalus bipunctatus
- Cryptocephalus bispinus Suffrian, 1858
- Cryptocephalus bivius Newman, 1840
- Cryptocephalus blanduloides
- Cryptocephalus bohemius
- Cryptocephalus borowieci
- Cryptocephalus brevisignaticollis
- Cryptocephalus brunneovittatus Schaeffer, 1904
- Cryptocephalus calidus Suffrian, 1852
- Cryptocephalus cantabricus
- Cryptocephalus carinthiacus
- Cryptocephalus carpathicus
- Cryptocephalus castaneus Leconte, 1880
- Cryptocephalus castilianus
- Cryptocephalus celtibericus
- Cryptocephalus cerinus White, 1937
- Cryptocephalus chrysopus
- Cryptocephalus cicatricosus
- Cryptocephalus cognatus
- Cryptocephalus concolor
- Cryptocephalus confluentus Say, 1824
- Cryptocephalus connexus
- Cryptocephalus contextus White, 1968
- Cryptocephalus convergens
- Cryptocephalus cordiger
- Cryptocephalus coronatus
- Cryptocephalus coryli
- Cryptocephalus corynetes
- Cryptocephalus cowaniae Schaeffer, 1933
- Cryptocephalus crassus
- Cryptocephalus crenatus
- Cryptocephalus creticus
- Cryptocephalus cribratus
- Cryptocephalus cribripennis Leconte, 1880
- Cryptocephalus cristula
- Cryptocephalus cuneatus Fall, 1932
- Cryptocephalus cupressi Schaeffer, 1933
- Cryptocephalus curda
- Cryptocephalus curvilinea
- Cryptocephalus cyanipes
- Cryptocephalus cynarae
- Cryptocephalus czwalinae
- Cryptocephalus daccordii
- Cryptocephalus dahdah
- Cryptocephalus danieli
- Cryptocephalus decemmaculatus
- Cryptocephalus defectus Leconte, 1880
- Cryptocephalus dinae
- Cryptocephalus discicollis
- Cryptocephalus disruptus White, 1968
- Cryptocephalus distinctenotatus
- Cryptocephalus distinguendus
- Cryptocephalus dogueti
- Cryptocephalus dorsatus White, 1968
- Cryptocephalus dumonti
- Cryptocephalus duplicatus
- Cryptocephalus duryi Schaeffer, 1906
- Cryptocephalus egregius Schaeffer, 1933
- Cryptocephalus elatus
- Cryptocephalus elegantulus
- Cryptocephalus elongatus
- Cryptocephalus emiliae
- Cryptocephalus equiseti
- Cryptocephalus ergenensis
- Cryptocephalus eridani
- Cryptocephalus espanoli
- Cryptocephalus etruscus
- Cryptocephalus euchirus
- Cryptocephalus excisus
- Cryptocephalus exiguus
- Cryptocephalus falzonii
- Cryptocephalus fasciatus Say, 1824
- Cryptocephalus fausti
- Cryptocephalus flavicollis
- Cryptocephalus flavipes
- Cryptocephalus flexuosus
- Cryptocephalus floralis
- Cryptocephalus floribundus
- Cryptocephalus freidbergi
- Cryptocephalus frenatus
- Cryptocephalus frontalis
- Cryptocephalus fulgurans
- Cryptocephalus fulguratus Leconte, 1880
- Cryptocephalus fulvus
- Cryptocephalus gamma
- Cryptocephalus gibbicollis Haldeman, 1849
- Cryptocephalus globicollis
- Cryptocephalus gloriosus
- Cryptocephalus gridellii
- Cryptocephalus guttulatellus Schaeffer, 1919
- Cryptocephalus guttulatus Olivier, 1808
- Cryptocephalus heinigi
- Cryptocephalus hypochaeridis L.
- Cryptocephalus ilicis
- Cryptocephalus illyricus
- Cryptocephalus imperialis
- Cryptocephalus implacidus White, 1968
- Cryptocephalus incertus Olivier, 1808
- Cryptocephalus infirmior
- Cryptocephalus informis
- Cryptocephalus ingamma
- Cryptocephalus insertus Haldeman, 1849
- Cryptocephalus janthinus
- Cryptocephalus jocularius
- Cryptocephalus katranus
- Cryptocephalus labiatus
- Cryptocephalus laetus
- Cryptocephalus laevicollis
- Cryptocephalus lateralis
- Cryptocephalus lateritius Newman, 1841
- Cryptocephalus lederi
- Cryptocephalus leonhardi
- Cryptocephalus leucomelas Suffrian, 1852
- Cryptocephalus limbifer
- Cryptocephalus limoniastri
- Cryptocephalus lineellus
- Cryptocephalus literatifer
- Cryptocephalus lividimanus
- Cryptocephalus loebli
- Cryptocephalus loreyi
- Cryptocephalus lostiai
- Cryptocephalus lunatus White, 1968
- Cryptocephalus luridicollis
- Cryptocephalus lusitanicus
- Cryptocephalus luteolus Newman, 1840
- Cryptocephalus maccus White, 1968
- Cryptocephalus macellus
- Cryptocephalus majoricensis
- Cryptocephalus marginatus
- Cryptocephalus marginellus
- Cryptocephalus mariae
- Cryptocephalus mayeti
- Cryptocephalus merus Fall, 1932
- Cryptocephalus modestus
- Cryptocephalus moehringi
- Cryptocephalus monticola
- Cryptocephalus moraei
- Cryptocephalus moroderi
- Cryptocephalus mucoreus Leconte, 1859
- Cryptocephalus muellerianus
- Cryptocephalus multisignatus Schaeffer, 1933
- Cryptocephalus mutabilis Melsheimer, 1847
- Cryptocephalus mystacatus
- Cryptocephalus nanus Fabricius, 1801
- Cryptocephalus nigellus
- Cryptocephalus nitidicollis
- Cryptocephalus nitidulus
- Cryptocephalus nitidus
- Cryptocephalus notatus Fabricius, 1787
- Cryptocephalus nubigena
- Cryptocephalus numidicus
- Cryptocephalus obsoletus Germar, 1824
- Cryptocephalus ocellatus
- Cryptocephalus ochraceus Fall, 1932
- Cryptocephalus ochroleucus
- Cryptocephalus octacosmus
- Cryptocephalus octoguttatus
- Cryptocephalus octomaculatus
- Cryptocephalus octopunctatus
- Cryptocephalus oranensis
- Cryptocephalus paganensis
- Cryptocephalus pallidicinctus Fall, 1932
- Cryptocephalus pallidocinctus
- Cryptocephalus pallifrons
- Cryptocephalus paphlagonius
- Cryptocephalus parvulus
- Cryptocephalus pelleti
- Cryptocephalus perrisi
- Cryptocephalus pexicollis
- Cryptocephalus peyroni
- Cryptocephalus phaleratus
- Cryptocephalus piceoverticalis
- Cryptocephalus pini
- Cryptocephalus pinicola Schaeffer, 1919
- Cryptocephalus planifrons
- Cryptocephalus plantaris
- Cryptocephalus podager
- Cryptocephalus politus
- Cryptocephalus pominorum
- Cryptocephalus populi
- Cryptocephalus praticola
- Cryptocephalus primarius
- Cryptocephalus prusias
- Cryptocephalus pseudolusitanicus
- Cryptocephalus pseudomaccus White, 1968
- Cryptocephalus pseudoreitteri
- Cryptocephalus pseudosindonicus
- Cryptocephalus pubicollis Linell, 1898
- Cryptocephalus pubiventris Schaeffer, 1919
- Cryptocephalus pulchellus
- Cryptocephalus pullus
- Cryptocephalus pumilus Haldeman, 1849
- Cryptocephalus punctatissimus
- Cryptocephalus puncticollis
- Cryptocephalus punctiger
- Cryptocephalus punctipes Say, 1824
- Cryptocephalus pusillus
- Cryptocephalus pygmaeus
- Cryptocephalus quadriguttatus
- Cryptocephalus quadripunctatus
- Cryptocephalus quadripustulatus
- Cryptocephalus quadruplex Newman, 1841
- Cryptocephalus quatuordecimmaculatus
- Cryptocephalus querceti
- Cryptocephalus quercus Schaeffer, 1906
- Cryptocephalus quinquepunctatus
- Cryptocephalus rabatensis
- Cryptocephalus ramburii
- Cryptocephalus reichei
- Cryptocephalus reitteri
- Cryptocephalus renatae
- Cryptocephalus richteri
- Cryptocephalus rubi
- Cryptocephalus rufilabris
- Cryptocephalus rufipes
- Cryptocephalus rufofasciatus
- Cryptocephalus rugicollis
- Cryptocephalus rugulipennis
- Cryptocephalus saintpierrei
- Cryptocephalus saliceti
- Cryptocephalus samniticus
- Cryptocephalus sanguinicollis Suffrian, 1852
- Cryptocephalus sareptanus
- Cryptocephalus saucius
- Cryptocephalus scapularis
- Cryptocephalus schaefferi
- Cryptocephalus schreibersii Suffrian, 1852
- Cryptocephalus senegalensis
- Cryptocephalus sericeus
- Cryptocephalus sexpunctatus
- Cryptocephalus sexpustulatus
- Cryptocephalus signatifrons
- Cryptocephalus simulans Schaeffer, 1906
- Cryptocephalus sinaita
- Cryptocephalus snowi Schaeffer, 1933
- Cryptocephalus solivagus
- Cryptocephalus spilothorax
- Cryptocephalus spurcus Leconte, 1858
- Cryptocephalus stragula
- Cryptocephalus striatulus Leconte, 1880
- Cryptocephalus strigosus
- Cryptocephalus suffriani
- Cryptocephalus sulphureus
- Cryptocephalus sultani
- Cryptocephalus surdus
- Cryptocephalus tappesi
- Cryptocephalus tardus
- Cryptocephalus telueticus
- Cryptocephalus tetraspilus
- Cryptocephalus texanus Schaeffer, 1933
- Cryptocephalus therondi
- Cryptocephalus tibialis
- Cryptocephalus tinctus Leconte, 1880
- Cryptocephalus tramuntanae
- Cryptocephalus transiens
- Cryptocephalus trapezicollis
- Cryptocephalus tricolor
- Cryptocephalus trimaculatus
- Cryptocephalus tristigma
- Cryptocephalus triundulatus White, 1968
- Cryptocephalus trivittatus Olivier, 1808
- Cryptocephalus trizonatus Suffrian, 1858
- Cryptocephalus tshorumae
- Cryptocephalus turcicus
- Cryptocephalus umbonatus Schaeffer, 1906
- Cryptocephalus undulatus
- Cryptocephalus vapidus White, 1968
- Cryptocephalus variceps
- Cryptocephalus variegatus
- Cryptocephalus venustus Fabricius, 1787
- Cryptocephalus vidali
- Cryptocephalus villosulus
- Cryptocephalus violaceus
- Cryptocephalus virens
- Cryptocephalus virginiensis White, 1968
- Cryptocephalus vittatus
- Cryptocephalus volkovitshi
- Cryptocephalus wehnckei
- Cryptocephalus xanthus
- Cryptocephalus zambanellus
- Cryptocephalus zoiai

### Espèces fossiles
La Paleobiology Database signale, en 2022, sept taxons fossiles dans ce genre :
- †Cryptocephalus groehni Bukejs and Chamorro 2015
- †Cryptocephalus kheelorum Chamorro and Bukejs 2015
- †Cryptocephalus minusculus Piton 1940
- †Cryptocephalus miocenus Wickham 1913
- †Cryptocephalus pitoni Théobald 1937
- †Cryptocephalus relictus von Schlechtendal 1894
- †Cryptocephalus vetustus Scudder 1878 [1]

## Galerie

Quelques espèces vivantes du genre Cryptocephalus.
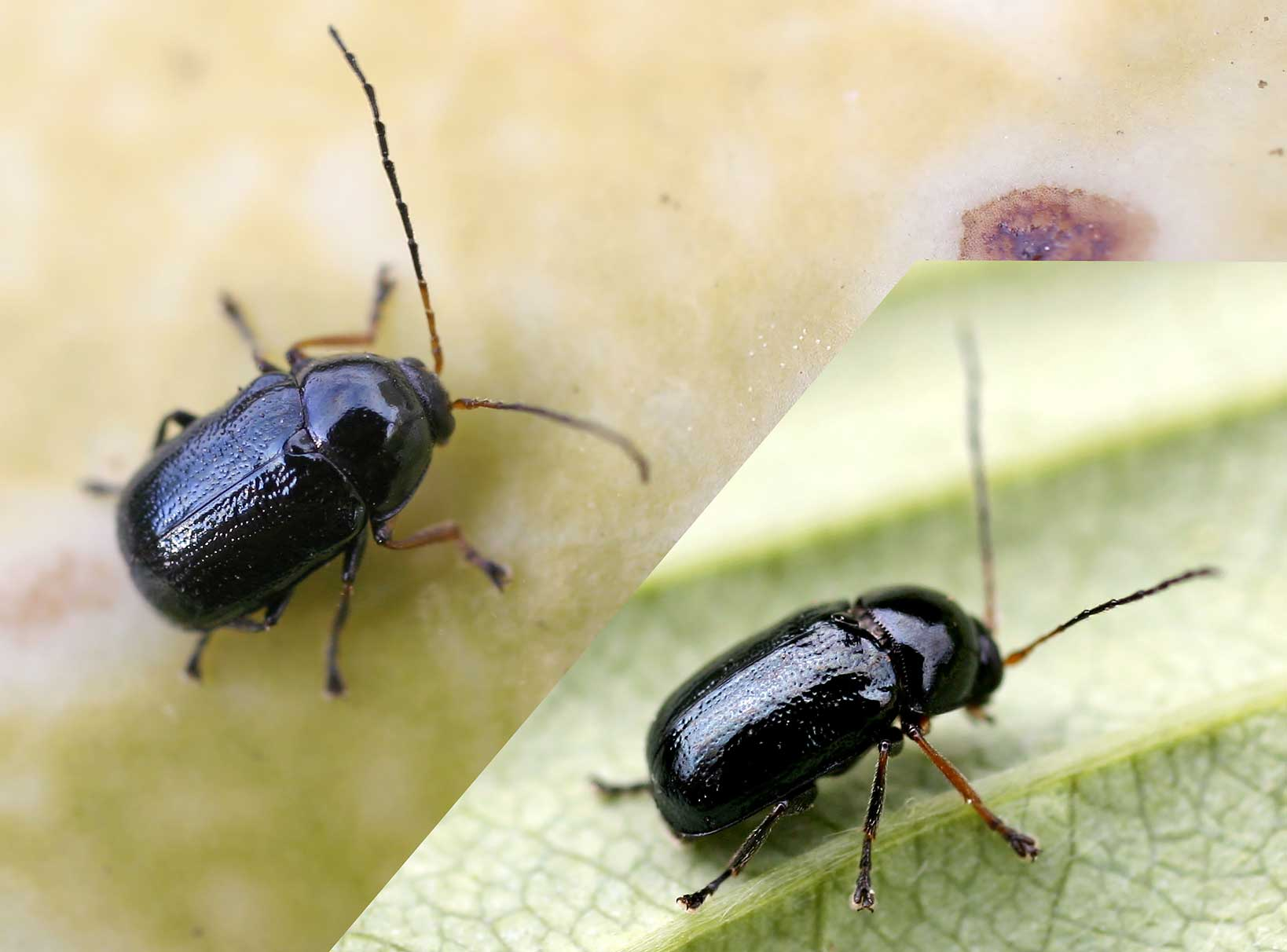
Cryptocephalus nitidus.
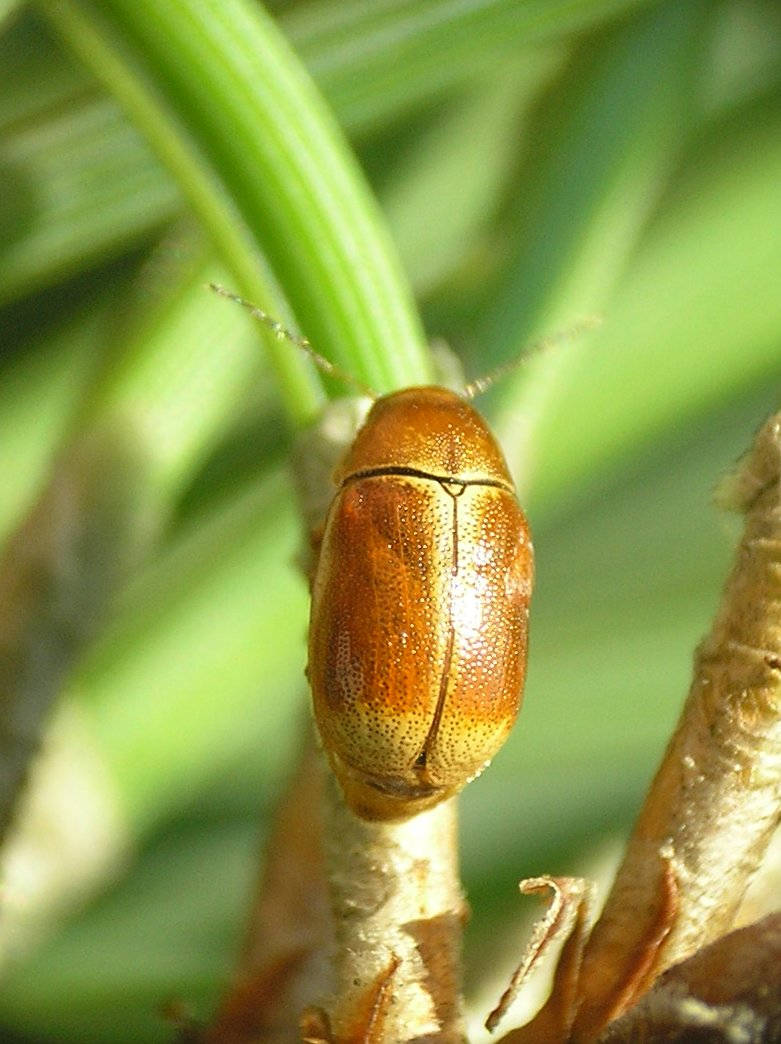
Cryptocephalus pini.
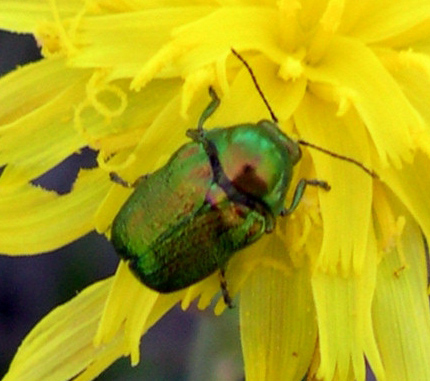
Cryptocephalus sericeus.
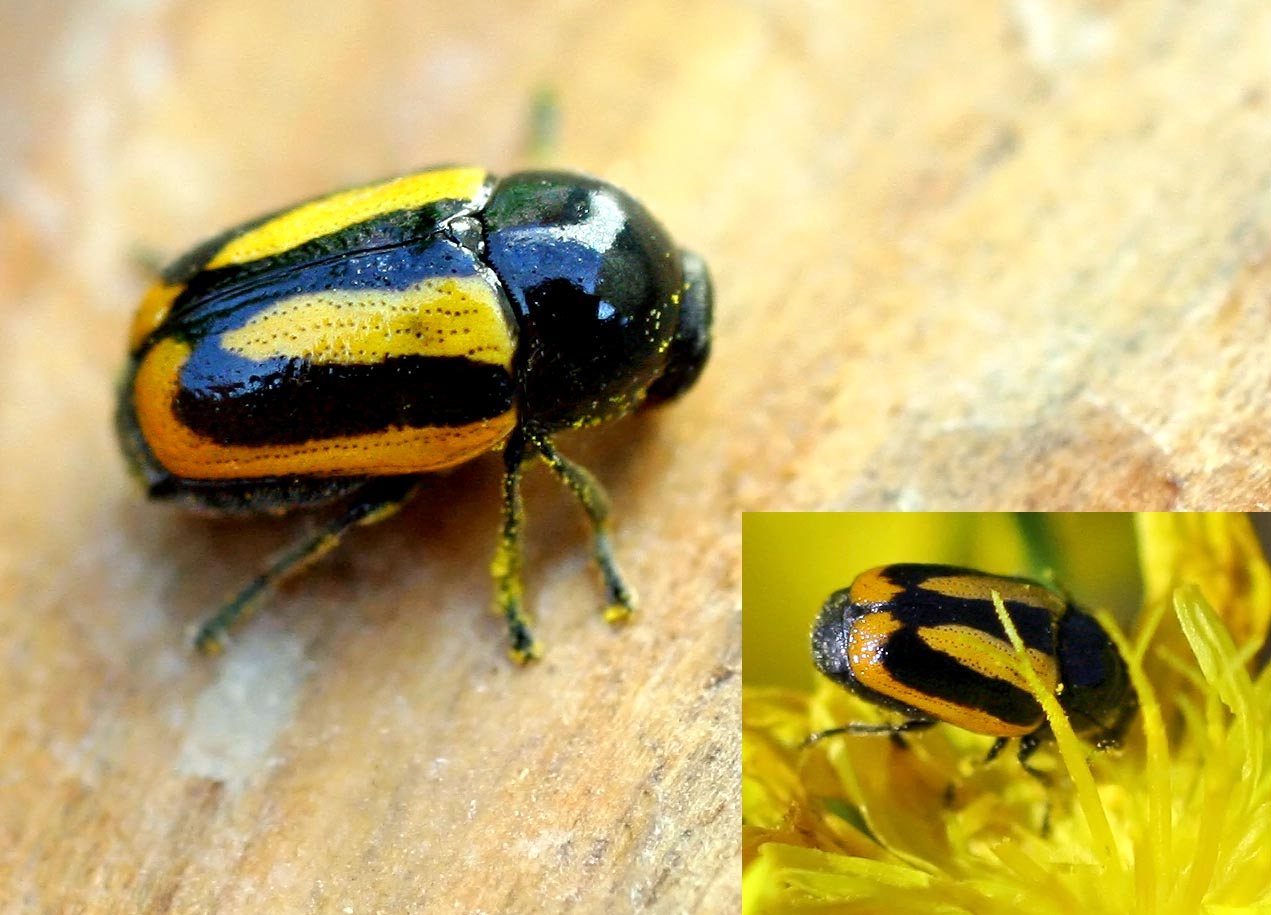
Cryptocephalus vittatus.